# NGC 6442
NGC 6442 este o galaxie eliptică situată în constelația Hercule. A fost descoperită în 2 iunie 1864 de către Albert Marth.